# Apateta
Apateta is een geslacht van vlinders uit de familie van de Tortricidae (Bladrollers). Het geslacht werd voor het eerst wetenschappelijk beschreven door Turner in 1926.

## Soorten
Het genus is monotypisch en bevat alleen de volgende soort:

- Apateta cryphia Turner, 1926